# Calle 168 (metro de Nueva York)
La Calle 168 es una estación del metro de la ciudad de Nueva York compartida con la línea de la Séptima Avenida-Broadway y la línea de la Octava Avenida. Está localizada en la intersección de la Calle 168 y Broadway en el barrio Washington Heights de Manhattan.
Los puntos de intereses más cercanos se encuentran el Hospital New York-Presbyterian, el parque del Río Hudson, y los remanentes del Vestíbulo Audubon. El acceso a la estación está disponible vía un elevador personal, aunque la estación no tiene accesibilidad para discapacitados. En 2005 la estación fue agregada al Registro Nacional de Lugares Históricos.

## Línea Séptima Avenida-Broadway
La Calle 168 en la línea de la Séptima Avenida y Broadway tiene dos vías y dos plataformas laterales. Esta estación subterránea tiene cuatro elevadores y dos puentes que cruzan las vías, conectando las plataformas. La estación cuenca con un cielo razo en forma de arco y grandes lámparas colgantes que ya no están en uso. Los botones del elevador muestran que la estación cuenca con los servicios ,  y  .

## Línea de la Octava Avenida
La Calle 168 en la línea de la Octava Avenida tiene cuatro vías y dos plataformas centrales. Contrario a lo habitual del diseño de la estación expresa, las vías interiores sirven a los trenes del servicio local C mientras que las vías exteriores sirven a los trenes del servicio expreso A. Esto es para que sea más fácil para los trenes del servicio C, que terminan aquí, giren alrededor y hagan el viaje en el sentido sur. Al sur de esta estación, las vías se cruzan entre sí para formar la configuración regular expresa exterior e interior. Las vías interiores continúan hacia el norte bajo la calle Broadway hasta el patio de maniobras de la Calle 174.

## Conexiones de autobuses
- Bx7
- M2
- M3
- M4
- M5
- M18
- M100
- M77